# مؤتمر أبل العالمي للمطورين
مؤتمر أبل العالمي للمطورين (بالإنجليزية: The Apple Worldwide Developers Conference اختصاراً WWDC)‏، وهو المؤتمر الذي يقام سنويا في ولاية كاليفورنيا من قبل شركة أبل تستخدمه آبل في المقام الأول لعرض برامجها والتكنولوجيات الجديدة للمطورين، فضلا عن توفير التدريب العملي على المعامل وجلسات مع مطورين أبل.

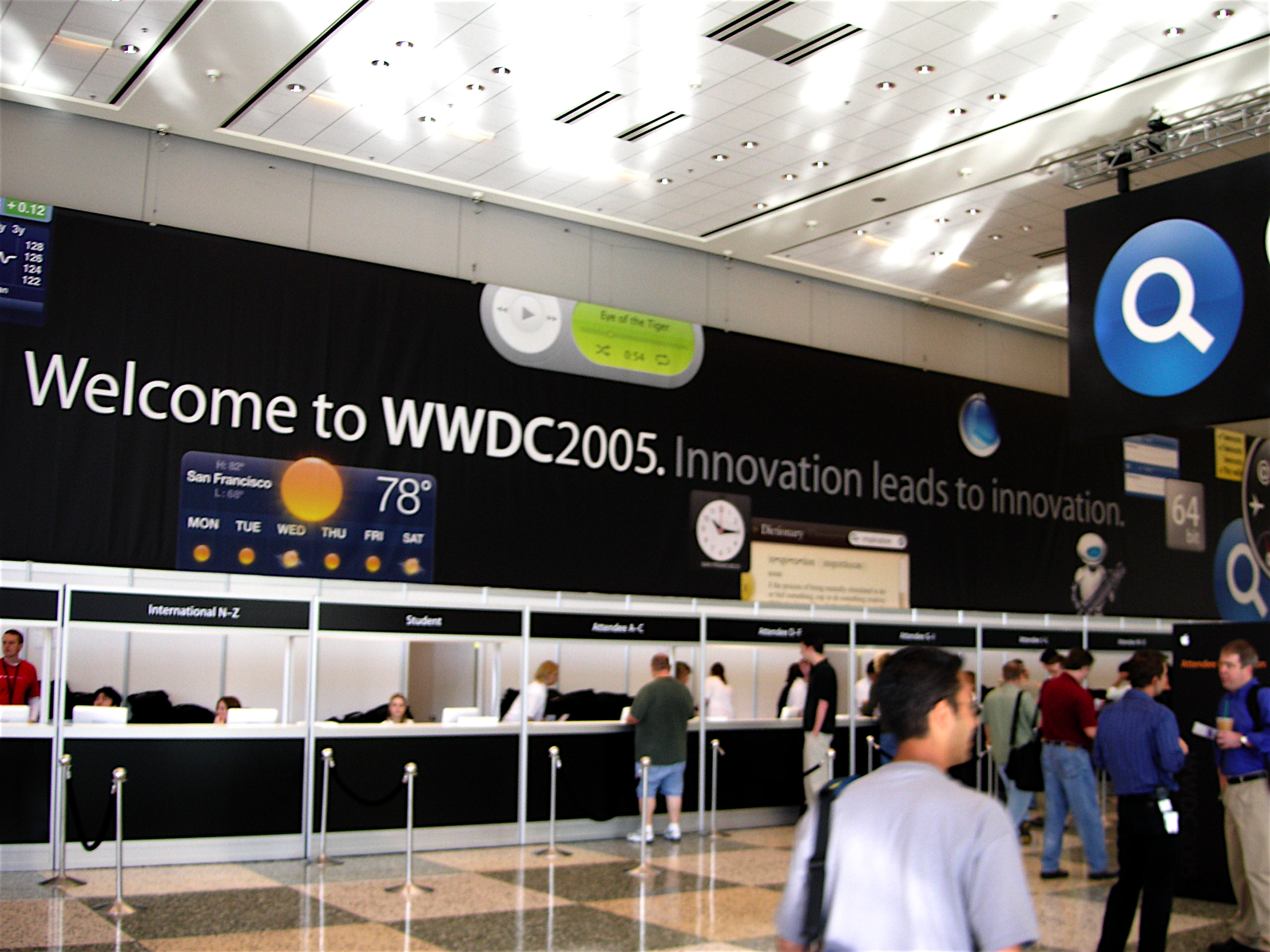
مؤتمر آبل العالمي للمطورين 2005

## تاريخ المؤتمرات
أول مؤتمر كان في عام 1983 واستمر إلى عامنا هذا سنوياً، يتراوح عدد الحضور عادة بين 2000 إلى 4200 للمطورين، ولكن خلال WWDC 2007، ستيف جوبز أشار إلى أن هناك أكثر من 5000 من الحضور. ومنذ عام 2008-2010 كان الحضور رسمياً 5200 بما في ذلك الحضور من الخاصة.

### مؤتمر 1995
تم تقديم منتج يدعى أوبين دوك وهو عبارة عن منصة لإنشاء المهام والمكونات القابلة للاستعمال ضمن معايير موحدة. وقد فشل هذا المشروع ثم ألغي في عام 2005

### مؤتمر 1996
تم تقديم مشروع نظام التشغيل كوبلاند كوبلاند المطور عن نظام الماك وبميزات جديدة لكن المشروع فشل أيضا بعد وقت قصير.

### مؤتمر 1997
حيث كان أول مؤتمر يعقد بعد شراء آبل لشركة نيكست الذي أسسها ستيف جوبز قبلا، وتم فيه تقديم البيئة البرمجية أوبين ستيب كي تكون أساسا لبيئة نظام التشغيل ماك. كما تم فيه تقديم نظام تشغيل جديد يدعى رابسودي والذي أصبح فيما بعد يعرف بـ ماك أوس إكس سيرفر

### مؤتمر 1998
- تم الإعلان عن حدث كبير متمثلا بتقنية كاربون وهي واجهة برمجية لنظام الماك شكلت فيه تغييرا ثوريا من حيث برمجة وإنشاء تطبيقاته بميزات جديدة ومختلفة.
- كما تم في هذا المؤتمر الإعلان عن النموذج البرمجي المدعو كوارتز لإنشاء رسوميات ثنائية الأبعاد على بيئة الماك.
- في نفس العام ظهر ستيف جوبز للمرة الأولى بعد توليه رئاسة آبل من جديد وقام بالإعلان عن الآي ماك وجهاز باور بوك 3جي

### مؤتمر 1999
- في تلك السنة تم الإعلان عن النواة الأساسية لنظام التشغيل ماك وهي داروين
- كما تم الإعلان عن الاستقرار على تقنية اوبين غل كواجهة برمجية للرسومات ثلاثية الأبعاد.
- أيضا تمت إعادة تسمية الواجهة البرمجية اوبين ستيب إلى الحالية كوكو
- أيضا قام ستيف جوبز بالإعلان عن سلسلة جديدة من الأجهزة تدعى آي بوك والتي تحولت لاحقاً إلى الماك بوك.
- وأعلن ستيف أيضا عن تقنيتين جديدتين هما كويك تايم تيفي وايربورت لخدمة الإتصال اللاسلكي.

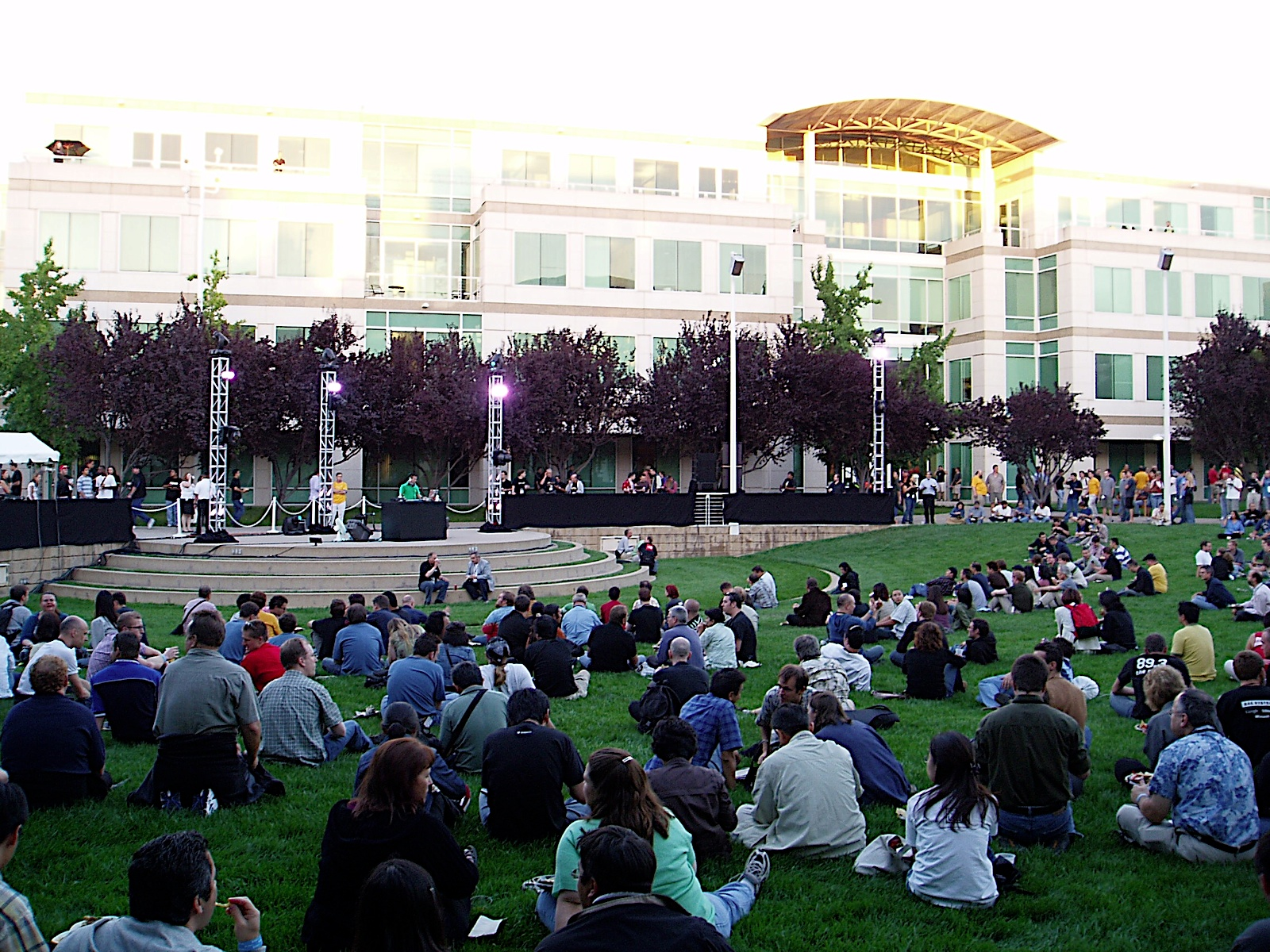
عرض بي تي في عام 2006.

حضر هذا المؤتمر 2563 شخص.

### مؤتمر 2000
حضر هذا المؤتمر 3600 شخص وفيه أعلن ستيف جوبز لأول مرة عن نظام التشغيل ماك أوس إكس

### مؤتمر 2001
- حضر هذا المؤتمر 4000 مطور وتم فيه تقديم الإصدار الأول من نظام ماك اوس إكس سيرفر مع ويب أوبجاكت 5
- في نفس العام أخرج ستيف جوبز للعالم ولأول مرة الجهاز الثوري الموسيقي آي بود.

### مؤتمر 2002
تم فيه عرض النسخة الجديدة من نظام التشغيل ماك اوس إكس v.10.2 والكويك تايم 6 وتم أيضا التخلي عن نظام التشغيل القديم رقم 9 

### مؤتمر 2003
- وشهد هذا المؤتمر قفزة حقيقية لأبل على مختلف المجالات حيث تم عرض الجهاز الجديد باور ماك 3جي وتوزيع نسخة من النظام الجديد أو إس بانتر 10.3
- وأيضا الإعلان عن حزمة البرامج الجديدة آيابس التي شملت آفوتو، آموفي، آديفيدي وتم تقديم خدمة غونديفو والتي عرفت لاحقا باسم بونجوغ وتلقى الحضور نسخ من كاميرا الويب إسايت
- في نفس العام أعلن ستيف جوبز عن البيئة البرمجية الجديدة إكس كود

### مؤتمر 2004
- والذي حضره 3500 مطور بزيادة 17 % عن العام الذي سبقه وتم فيه تقديم شاشات ماك عريض بقياس 23 و30 انش وتم فيه تقديم برنامج آي تيونز 4.9 كأول نسخة متكاملة مع البودكاست وقام جوبز باستعراضه بنفسه.
- وتم فيه أيضا استعراض نسخة النظام الجديد ماك أو إس إكس تيجر 10.4، والذي تلقى الحضور نسخة منه خاصة بالطورين مع هدايا أخرى.

### مؤتمر 2005
- حضر هذا المؤتمر 3800 مطور من 45 دولة مختلفة وأبرز إعلاناته كانت عزم أبل الانتقال باجهزتها إلى معالجات انتل معمارية x86
- جرى في هذا المؤتمر 110 جلسة معامل و95 جلسة عروض وبحضور أكثر من 500 من مهندسي أبل.
- في نفس العام قام ستيف جوبز بتقديم الماك ميني والآي بود نانو

### مؤتمر 2006
- في هذا المؤتمر تم تقديم ولأول مرة الماك برو كبديل عن سلفه باور ماك والأخير في معمارية الباور بي سي والتي انتقلت أبل منها إلى معمارية انتل.
- كما تم الإعلان عن تحديث لأجهزة سيرفرات أبل.
- وتم تقديم النظام الجديد ماك أوس إكس v10.5 ليوبارد بميزات كثيرة وجديدة كليا بتحسين هائل.
- حضر هذا المؤتمر 4200 شخص من 48 دولة مختلفة، وجرت 140 جلسة وأكثر من 100 معمل برفقة أكثر من 1000 من مهندسي أبل.

### مؤتمر 2007
- وهو المؤتمر والعام المشهود والذي شكل انعطافة كبرى بتاريخ أبل عندما قدم ستيف جوبز ولأول مرة جيل جديد وثوري من الهواتف الذكية يختلف تماما عما قبل وهو جهاز الآي فون بإعلان تاريخ لانطلاقه وفي وقت لاحق من السنة أعلن عن انطلاق أبل تي في
- كذلك أعلن في هذا المؤتمر عن متصفح سفاري للويندوز وللآي فون.
- كذلك تم الإعلان عن نسخة بيتا من نظام ماك أو أس v10.5 ليوبارد
- حضر هذا المؤتمر أكثر من خمسة آلاف مطور

### مؤتمر 2008
- وفيه تم الإعلان عن متجر البرامج آبل ستور للآي فون والآي بود تاتش والنسخة النهائية من عدة التطوير للآي فون آيفون س.د.ك وكذلك النسخة الجديدة من هاتف الآي فون آيفون 3جي وعالميا هذه المرة.
- وكذلك تم الإعلان عن النسخة الثانية من نظام تشغيل الآي فون، وعن خدمة موبيل مي، وعن النظام الجديد ماك أو أس v10.6
- وفي نفس السنة قام ستيف جوبز بالإعلان عن الجهاز الجديد ماك بوك اير.
- وفي هذا المؤتمر تم الإعلان عن نفاد التذاكر لأول مرة.

### مؤتمر 2009
- أعلن في هذه الدورة عن النسخة الثالثة من نظام تشغيل الآي فون آيفون أو 3.0 وتم عرض نظام التشغيل الجديد ماك أو أس v10.6 وأيضا تم الإعلان عن تحديث جديد لأجهزة الماك بوك برو إضافة إلى جهاز جديد ينضم إليهم.
- أيضا تم تقديم الجهاز الجديد آيفون 3 جي إس
- في هذا المؤتمر غاب ستيف جوبز للمرة الأولى عن الكلمة الرئيسية بسبب مرضه.
- لكنه عاد في وقت لاحق من نفس العام ليقدم عائلة جديدة من أجهزة الآي بود تمثلت بالجيل الثالث من الآي بود تاتش والجيل الخامس من الآي بود نانو والآي بود شفيلز متعدد الألوان.

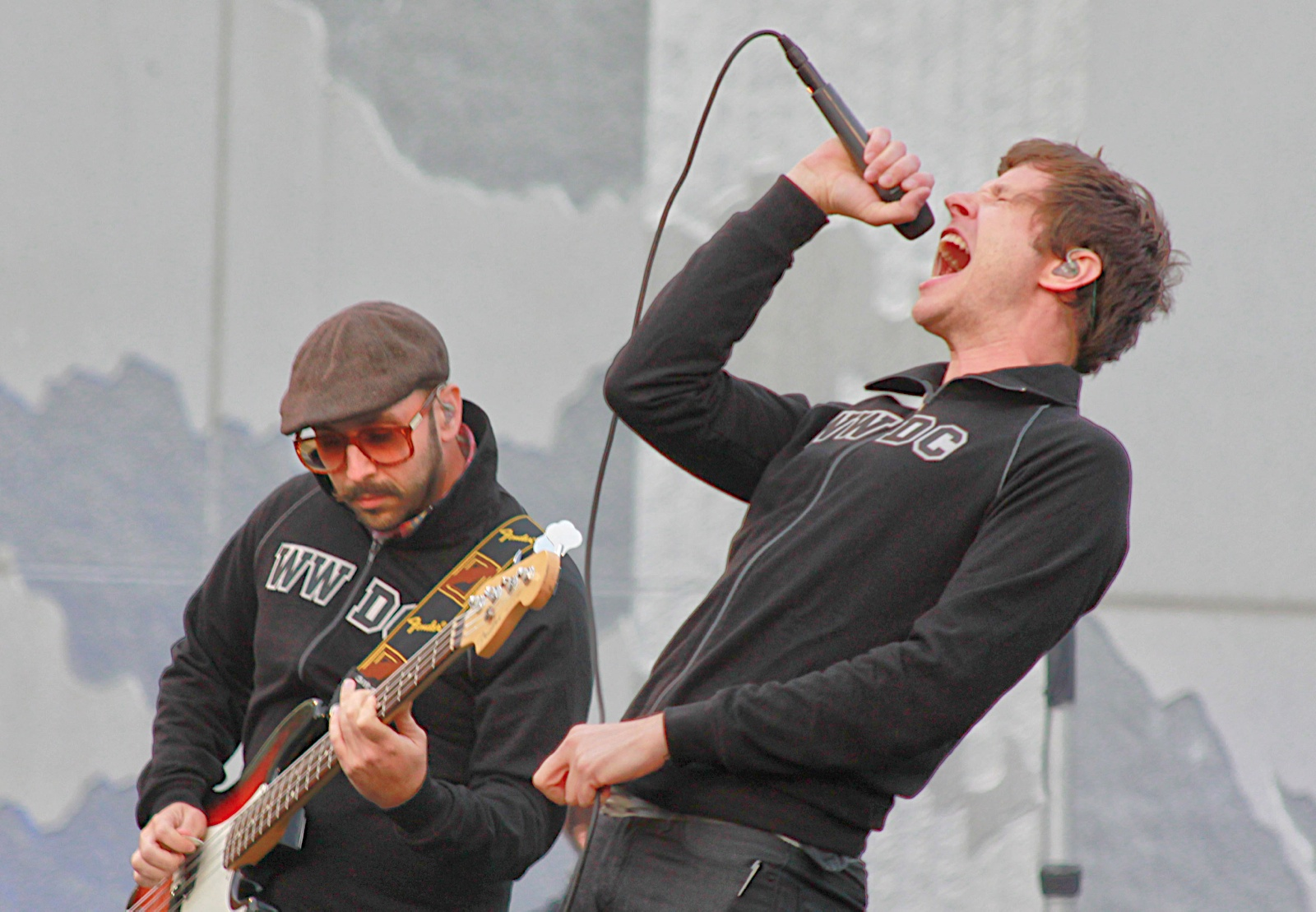
فرقة (أوك قو) في عام 2010.

### مؤتمر 2010
الإعلان عن الآي فون 4 وتغير اسم نظام التشغيل من آيفون أو إلى آأو
أيضا تم تقديم ميزة الفيس تايم لأول مرة
أيضاً تقديم برنامج آمو في للأيفون
تقديم معالج آبل A4 واستخدامه في آي فون

### مؤتمر 2011
تم فيه استعراض وإصدار نسخ تجريبية من نظام ماك أو إس إكس لايون الذي صدر لاحقا، والإعلان عن نظام آي أو إس الخامس، وخدمة آي كلاود للتخزين السحابي وهو اخر مؤتمر قام به ستيف جوبز قبل وفاته.

### مؤتمر 2012
- نفدت التذاكر خلال ساعة واحدة.
- كشفت أبل عن نظام الماك 10.8 الذي دمج خواص الـ iOS في الماك مثل الآي ماسج ومركز الإشعارات والسحاب ودعم تويتر والفيس بوك وغيرهم.
- أعلنت أبل عن iOS 6 والذي ضم خرائط أبل الجديدة وتطوير سيري ودعم الفيس بوك وشكل المتجر المجدد كلياً.
- كشفت أبل عن جهاز الماك بوك الريتنا وكذلك تحديث باقي أجهزة الماك.[3]

### مؤتمر 2013
- تم بيع التذاكر في 71 ثانية.
- يوجد 6 ملايين مطور و300 مليون حساب سحابة و900 ألف تطبيق لدى أبل.
- 575 ألف حساب لدى أبل مرتبط بكروت ائتمانية.
- استعرضت أبل سيارات Anki الذكية.
- أعلنت أبل عن نظام ماك 10.9 وأطلقت عليه اسم مافريكس.
- قامت بتحديث عائلة ماك بوك إير.
- أطلقت الجيل الجديد من ماك بوك.
- تم تحديث خدمات السحابة بدعم iWork.
- كشفت عن iOS 7 ومزاياه.[4]

### مؤتمر 2014
تم عقد مؤتمر 2014 في الفترة من 2 إلى 6 يونيو 2014 في مركز غرب موسكون. وكشفت أبل عن العديد من عناصر البرامج الجديدة، وبما في ذلك تحديث نظام آي أو إس 8 - وأو إس إكس يوسيميتي، وتضمنت الإعلانات لغة البرمجة سويفت والعديد من مجموعات وأدوات المطورين لنظام التشغيل آي أو إس 8، ولكن لم تكشف عن أجهزة جديدة.

### مؤتمر 2015
تم عقد مؤتمر 2015 في الفترة من 8 إلى 12 يونيو في مركز غرب موسكون في سان فرانسيسكو، أعلنت فيه شركة أبل عن الميزات الجديدة لنظام التشغيل آي أو إس 9، والإعلان عن جهاز آيفون 6 إس، والإصدار الثاني لماك أو إس الذي يسمى أو إس إكس إل كابيتان، وأول تحديث رئيسي لبرنامج أبل واتش، وظهور أبل ميوزك، والأخبار التي تفيد بأن لغة سويفت أصبحت مفتوحة - برامج مفتوحة المصدر-التي تدعم أنظمة التشغيل آي أو إس وماك أو إس ولينكس.

### مؤتمر 2016
تم عقد مؤتمر 2016 في الفترة من 13 يونيو إلى 17 يونيو في قاعة بيل جراهام سيفيك ومركز موسكون ويست في سان فرانسيسكو، أما أهم ما تم الإعلان عنه في المؤتمر:
- إعادة تسمية ماك أو إس إلى ماك أو إس، ومن ثم إلى الاسم الجديد ماك أو إس سييرا.
- تحديثات في آي أو إس 10 وووتش أو إس وتي في أو إس.
- أعلان شراكة بين سيسكو سيستمز وأبل.[7]
- تحسينات في تصميم واجهة الملاحة وكذلك معلومات عن حركة الازدحام والمرور، وعلى خرائط الآيفون.

### مؤتمر 2022
الإعلان عن مجموعة إصدارات آيفون 14 الجديدة، وهي:
- آيفون 14
- آيفون 14 ماكس
- آيفون 14 برو
- آيفون 14 برو ماكس

## الجدول الزمني للمؤتمرات
| العام | التاريخ                | المكان                             |
| ----- | ---------------------- | ---------------------------------- |
| 1988  |                        | مركز مؤتمرات سان خوسيه             |
| 1989  | 9–12 مايو، 1989        | مركز مؤتمرات سان خوسيه             |
| 1990  | 7–11 مايو، 1990        | مركز مؤتمرات سان خوسيه             |
| 1991  | 13–17 مايو، 1991       | مركز مؤتمرات سان خوسيه             |
| 1992  | 11–15 مايو، 1992       | مركز مؤتمرات سان خوسيه             |
| 1993  | 10–14 مايو، 1993       | مركز مؤتمرات سان خوسيه             |
| 1994  | 15–20 مايو، 1994       | مركز مؤتمرات سان خوسيه             |
| 1995  | 8–12 مايو، 1995        | مركز مؤتمرات سان خوسيه             |
| 1996  | 13–17 مايو، 1996       | مركز مؤتمرات سان خوسيه             |
| 1997  | 13–16 مايو، 1997       | مركز مؤتمرات سان خوسيه             |
| 1998  | 11–15 مايو، 1998       | مركز مؤتمرات سان خوسيه             |
| 1999  | 10–14 مايو، 1999       | مركز مؤتمرات سان خوسيه             |
| 2000  | 15–19 مايو، 2000       | مركز مؤتمرات سان خوسيه             |
| 2001  | 21–25 مايو، 2001       | مركز مؤتمرات سان خوسيه             |
| 2002  | 6–10 مايو، 2002        | مركز مؤتمرات سان خوسيه             |
| 2003  | 23–27 يونيو، 2003      | غرب موسكون                         |
| 2004  | 28 يونيو–2 يوليو، 2004 | غرب موسكون                         |
| 2005  | 6–10 يونيو، 2005       | غرب موسكون                         |
| 2006  | 7–11 أغسطس، 2006       | غرب موسكون                         |
| 2007  | 11–15 يونيو، 2007      | غرب موسكون                         |
| 2008  | 9–13 يونيو، 2008       | غرب موسكون                         |
| 2009  | 8–12 يونيو، 2009       | غرب موسكون                         |
| 2010  | 7–11 يونيو، 2010       | غرب موسكون                         |
| 2011  | 6–10 يونيو، 2011       | غرب موسكون                         |
| 2012  | 11–15 يونيو، 2012      | غرب موسكون                         |
| 2013  | 10–14 يونيو، 2013      | غرب موسكون                         |
| 2014  | 2–6 يونيو، 2014        | غرب موسكون                         |
| 2015  | 8–12 يونيو، 2015       | غرب موسكون                         |
| 2016  | 13–17 يونيو، 2016      | قاعة بيل غراهام المدنية غرب موسكون |
| 2017  | 5–9 يونيو، 2017        | مركز مؤتمرات سان خوسيه             |
| 2018  |                        |                                    |
| 2019  |                        |                                    |
| 2020  |                        |                                    |
| 2021  |                        |                                    |
| 2022  | 7 سبتمبر 2022          |                                    |

## وصلات خارجية
- موقع مؤتمر أبل العالمي للمطورين